# Guido Kübeck
Guido Kübeck von Kübau (13. ledna 1829 Vídeň – 22. listopadu 1907 Štýrský Hradec) byl rakouský vysoký státní úředník a politik německé národnosti ze Štýrska, v 2. polovině 19. století poslanec Říšské rady a dlouholetý místodržící Štýrska.

## Biografie
Byl šlechticem s titulem barona. Nesl též titul tajného rady. Jeho otcem byl správní úředník Alois Kübeck (1787–1850), dvorní rada u dvorní kanceláře.
Guido studoval práva na Vídeňské univerzitě a na Innsbrucké univerzitě. Roku 1850 nastoupil do státní správy. Působil na různých postech v Bolzanu, Innsbrucku, Miláně, Lublani, Gorici, Terstu a Vídni. Byl konceptním praktikantem v Tyrolsku, později se stal radou u zemské vlády v Lublani. V roce 1868 nastoupil do úřadu místodržícího (nejvyšší představitel státní správy) v Korutanech, který zastával do roku 1870, kdy byl jmenován místodržícím Štýrska. V této funkci setrval až do roku 1895. Snažil se vyvažovat obě zemské národnosti (Němci a Slovinci) v jižním Štýrsku. Zasadil se o rozvoj školství a zemědělství. Za jeho úřadování došlo k výstavbě vysoké školy technické a nových budov univerzity ve Štýrském Hradci.
Také byl poslancem Říšské rady (celostátního parlamentu Předlitavska), kam nastoupil v prvních přímých volbách roku 1873 za kurii venkovských obcí ve Štýrsku, obvod Štýrský Hradec, Voitsberg atd. V roce 1873 se uvádí jako baron Guido von Kübeck, c. k. tajný rada a místodržící, bytem Štýrský Hradec. V roce 1873 zastupoval v parlamentu provládní blok Ústavní strany (centralisticky a provídeňsky orientované), v jehož rámci patřil k staroliberální skupině. V roce 1878 zasedal v poslaneckém Klubu levého středu.
Zemřel po delší nemoci v listopadu 1907, raněn byv náhle mrtvicí.